# Lido di Volano
Lido di Volano is een plaats (frazione) in de Italiaanse gemeente Comacchio.